# Torrie Wilson
Pour les articles homonymes, voir Wilson.
 (juillet 2021).
Torrie Anne Wilson, née le 24 juillet 1975 à Boise, plus connue sous le nom de Torrie Wilson, est une catcheuse, une compétitrice de fitness et une mannequin américaine . Elle est connue comme catcheuse à la World Championship Wrestling (WCW) et à la World Wrestling Federation / World Wrestling Entertainment (WWF puis WWE de 2002 a 2008).
Elle est d'abord compétitrice de fitness et remporte le concours Miss Galaxy en 1999. Peu de temps après cela, la WCW l'engage et elle est alors une des N.W.O. Girls puis comme valet avant de devenir catcheuse. En 2001, elle rejoint la WWF où elle est la rivale de Dawn Marie. En parallèle à sa carrière de catcheuse elle pose à deux reprises en couverture du magazine Playboy.

## Jeunesse

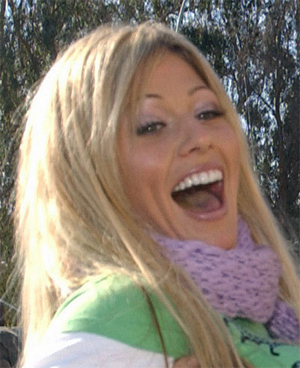
Torrie Wilson en 2004.

Elle est née à Boise dans l'Idaho, elle fut élue Miss Galaxy 1998. Quand elle était jeune, Torrie était une vraie sportive, elle adorait faire des activités notamment faire partie des « pom pom girls. » Une fois ses années de lycéenne terminée, elle et sa mère cherchaient des agences de mannequinat intéressantes. Elle a tout de suite voulue se lancer dans le show biz comme mannequin.
En 1998, elle quitte Boise pour Los Angeles.
Wilson déménagea à Los Angeles pour apprendre la comédie. Elle commença les cours d'actrice et fut présentée à un agent qui l'aida à trouver quelques boulots, dont une apparition dans Alerte à Malibu. En 1999, dans les coulisses de la WCW lors de son premier rôle elle rencontre Kevin Nash qui lui obtiendra un travail à temps plein dans la fédération.

## Carrière

### World Championship Wrestling (1999-2000)
Torrie a commencé sa carrière dans le catch en se montrant avec son petit ami à la WCW en 1999. Après quelques backstages, Torrie fut invité à accompagner Scott Steiner jusqu'au ring. Plus tard, Kevin Nash exprima un intérêt à la mettre dans une storyline. Elle a commencé comme étant « Samantha », qui avait réussi à séduire David Flair qui s'est retourné contre son père, Ric Flair. Ils sont apparus ensemble le 21 février quand Torrie a giflé Ric, et David l'a attaquée avec une tasse. Puis, elle fait ses débuts sur le ring, quelques mois plus tard affrontant des adversaires comme Luna.
Pendant l'été 2000, elle se fait remarquer comme « Nitro Girl » (danseuse qui était présente pour divertir les spectateurs pendant les pauses publicitaires en dansant et en se déshabillant). En décembre 2000, elle est virée de la WCW[réf. nécessaire].

### World Wrestling Federation/Entertainment (2001-2008)

#### Invasion (2001-2002)
Torrie a fait ses débuts à la WWF le 28 juin 2001 dans un épisode de Smackdown. Lors de sa première storyline, Torrie, avec Stacy Keibler étaient confronté à Trish Stratus et Lita. Torrie et Stacy avaient dragué Matt Hardy et Jeff Hardy (Jeff était le petit ami de Trish mais c'était une storyline et Matt, le petit ami de Lita (Qui eux avait une vraie relation hors-caméra.) pour les chercher. Lors de son premier match, Torrie et Stacy perdent contre Trish et Lita dans un Bra & Panties Match. Dans l'épisode de RAW suivant, Torrie bat Stacy Keibler dans un Paddle on a Pole Match. Lors de No Mercy 2001, Torrie bat Stacy Keibler dans un match de lingerie. La semaine suivante, elle perd face à Stacy Keibler après un Roundhouse Kick de cette dernière.
Puis elle fit un Tag Team qui engagea une courte rivalité avec Sable. Le 31 octobre 2001, elle ne remporte pas le Kandy Halloween Party Battle à l’exception de Stacy Keibler. Le 24 novembre 2001, elle se fait attaquer par Stacy Keibler durant son entrée.Torrie se blesse alors pour une durée indéterminée. Elle reviendra finalement le 25 décembre 2001, attaquant Stacy Keibler en backstage.

#### Rivalités avec Tajiri & Dawn Marie (2002-2003)

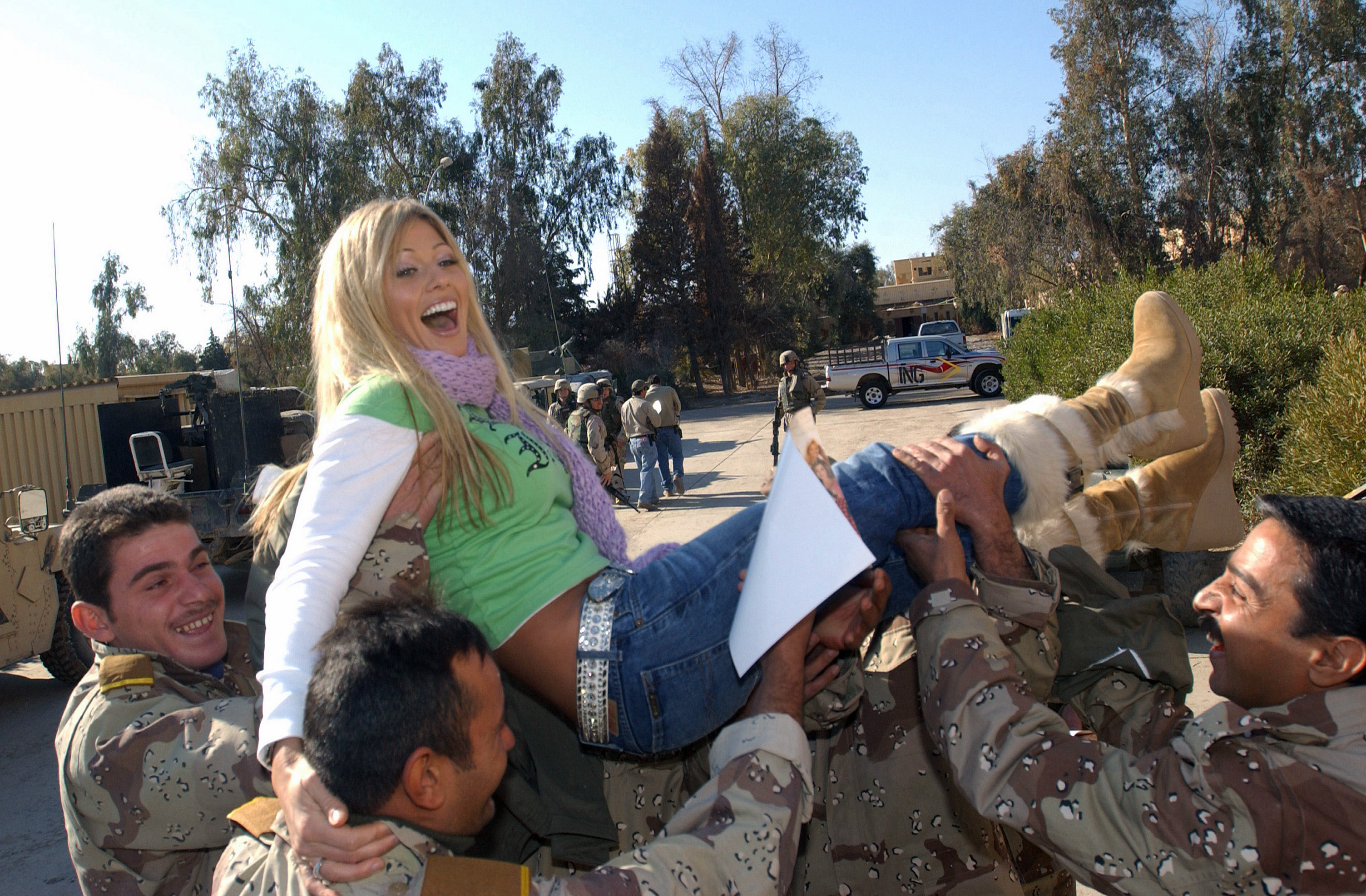
Torrie Wilson lors de Tribute To The Troop.

Le 22 avril 2002, Torrie est draftée à Smackdown! Très vite, Tajiri devient vite jaloux de Torrie, après l'attention qu'on lui porte. Fatigué de Tajiri, Torrie intervient pendant son match contre The Hurricane et lui enlève ses vêtements, ce qui le distrait et The Hurricane a pu le faire tomber et remporter le match. Mais la semaine suivante, Tagiri bat Torrie Wilson et Torrie devient sa manager et effectue un heel turn « forcé ».
En vérité elle reste face. Tajiri considérait Torrie comme une véritable esclave au point qu'il oblige Torrie à s'habiller comme une geisha et à manger des pattes de sauterelles comme le veut la tradition asiatique. Torrie abandonne alors Tagiri et s'allie avec le plus grand rival de Tagiri, Maven.
La plus grande rivalité que Torrie ait eu est sans aucun doute celle contre Dawn Marie. Pour de vrai, Dawn voulait épouser le père de Torrie (Al Wilson). Dawn a déclaré qu'elle avait évolué des sentiments pour Torrie et partagent un baiser devant les caméras. Dawn a même dit qu'elle annulerait le mariage si Torrie passait la nuit avec elle à l'hôtel. Après le refus de cette dernière, elle décide de se marier avec Al lors d'un épisode de Smackdown!. Malheureusement, Al meurt (dans la storyline) d'une crise cardiaque à cause des rapports sexuels exagérés pendant leur lune de miel. Torrie bat Dawn lors de No Mercy et du Royal Rumble. Cette rivalité dure plus de neuf mois.

#### Playboy (2003-2004)
En mai 2003, Torrie Wilson pose nue pour Playboy ce qui entraine la jalousie de Nidia, qui pensait que c'était elle qui devait être choisie. Une rivalité commence entre ses deux-là et les choses se compliquent lorsqu'elles se partagent un petit ami: Jamie Noble. Une bataille entre les deux, la gagnante remporte Jamie.

Très tôt plus tard, en avril 2003 lors d'un backstage en l'honneur de son Playboy, Sable, après 3 ans d'absence revient. Ce qui commence une histoire entre ses deux jeunes femmes qui est amitié-ennemies. Tout commence lors d'un concours de bikini lors de Judgment Day, que Torrie remporte. À la fin du concours, Torrie embrasse Sable pour lui montrer que ce n'était rien d'avoir perdu.

En mars 2004, Torrie et Sable battent Stacy Keibler et Miss Jackie dans un match Bikini lorsde Wrestlemania. Un peu plus tard, Torrie et Sable sont invités à poser pour Playboy une nouvelle fois mais cette fois-ci à deux. En novembre 2004, Torrie commence une courte rivalité avec Hiroko qui se termine par la victoire de Torrie en janvier 2005. Cette rivalité dure trois mois. En 2005, Torrie entame une rivalité avec Melina Perez qui se termine par la victoire de Melina.

#### Vince's Devils (2004-2006)
Le 4 avril, elle bat Dawn Marie avec son Evasion of Puppy. Cela a été révélé le 21 août 2005, quand Torrie et sa meilleure amie Candice Michelle ont été draftées à Raw. Torrie et Candice font un HeelTurn en attaquant la nouvelle diva de Raw, Ashley Massaro. Pendant deux semaines de suite, Torrie et Candice attaquèrent Ashley et lui font même perdre son match contre Michelle McCool. Le 12 septembre 2005, Ashley demanda de l'aide de la part de Trish Stratus qui a battu Torrie et Candice dans un 2 on 1 Handicap match durant la même soirée. Vexées, Torrie et Candice demandèrent de l'aide à
Victoria pour contrer Ashley et
Trish Stratus. À Unforgiven 2005, Torrie fait équipe avec Victoria contre Trish Stratus et Ashley dans un Street Fight Diva's match qu'elles remportent. Durant ce match, Torrie se blesse et fait une « pause » qui durera un mois.
Le 28 novembre, Torrie fit son retour à Raw où elle a remporté un match contre Ashley, Trish et Mickie. Pendant un moment, Torrie fit remarquer comme étant la favorite du groupe ce qui entraina de la jalousie entre les trois jeunes femmes. Lors de New Years Revolution 2006, elle perdit un Bra & Panties Gaunlet Match après s'être fait éliminer par Maria Kanellis.Elle commença une rivalité avec sa meilleure amie, Candice Michelle et remporta un match contre cette dernière à Wrestlemania 22. Le 12 juin 2006, Torrie a battu Candice dans un Wet and Wild match. Le 22 juin, elle gagne face à Candice.

#### Diverses rivalités (2006-2008)

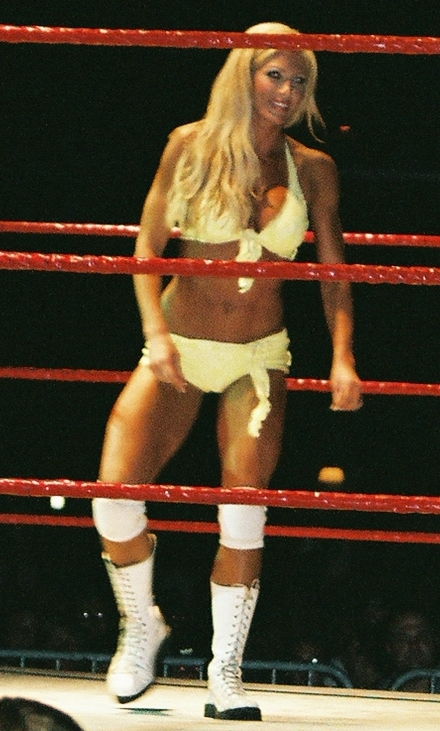
Torrie en 2006.

Torrie a fait une apparition spéciale lors d'une édition de la ECW dans un concours de bikini contre Kelly Kelly. Aucune gagnante mais un match par équipe « 6 man-tag team » eut lieu. Torrie, Sandman & Tommy Dreamer contre Kelly Kelly, Mike Knox et Test. L'équipe de Torrie gagne. Le 4 mars, elle et Trish Stratus perdent contre Mickie James et Candice Michelle sur un Stratusfaction de Mickie sur Torrie. Dans les derniers de mois de 2006, Torrie commença une relation de couple avec Carlito et Torrie le managea et ils firent plusieurs match mixte. Le 28 mai 2007, elle participe au Memoria Day Bikini Wild Water match à RAW contre Mickie James, Jillian Hall, Maria, Melina, Candice Michelle, Layla, Kelly Kelly, Victoria, Michelle McCool. Elle se fait éliminer par Melina mais ce battle fut gagnée par McCool. Après ça, Carlito a plaqué Torrie et l'a attaqué et blessé. Le 11 juin, Torrie se fit drafter à Smackdown!. Lors de l'édition de Summerslam 2007, elle participe à une bataille royale pour déterminer la challengeuse numéro 1. Elle arrive en demi-finale avec McCool mais se fait éliminer par Beth Phoenix. Le 28 septembre, elle entame une rivalité avec Victoria et cela se termine par la victoire de Torrie, qui, lors de son dernier match en décembre se blesse le dos.
Le 31 octobre 2007, elle participe au Kandy Halloween Party Battle déguisée en footballeuse américaine contre Layla (déguisée en policière), Maria (déguisée en chat blanc), Victoria (déguisée en sumo), Jillian (déguisée en Britney Spears), Melina (déguisée en danseuse du Carnaval) et McCool (déguisée en représentante du Jardin d'Eden). Elle se fait éliminer par Kelly Kelly et le battle fut gagné par Kelly Kelly. Au Survivor Series 2007, elle fait équipe avec Mickie James, Maria, Michelle McCool et Kelly Kelly contre Melina, Victoria, Jillian, Layla et Beth Phoenix, match que son équipe remporte. En décembre, elle se fait sauver par McCool, d'une attaque de Victoria. Le 3 décembre, elle est l'arbitre spécial dans le match qui opposent McCool à Victoria que McCool gagne. Le 23 décembre, elle gagne face à Victoria.

#### Départ, Apparitions diverses et  WWE Hall of Fame (2008-...)
Le 8 mai 2008, Torrie annonce son départ de la WWE à la suite de son problème de dos.
Lors de Wrestlemania 25, elle participe à la bataille royale de divas et se fait éliminer par Beth Phoenix. Après la fin du match, elle annonce son départ définitif du ring. Elle était présente dans le public lors de Wrestlemania XXVIII.
Lors du Royal Rumble 2018, dans le premier Royal Rumble Match Féminin, elle apparaît en 9e position en éliminant Dana Brooke mais elle se fera éliminer par Sonya Deville.
Le 28 octobre lors du pay-per view WWE Evolution, elle obtient un match de championnat pour le titre féminin de Raw en elle fut éliminée.
Elle sera intronisée au Temple de la renommée de la WWE le 6 avril 2019.

## Vie privée
- Torrie Wilson a créé une ligne de vêtements, Officially Jaded. Elle fut mariée à Nick Mitchell, après avoir été mariée de 2003 à 2007 à Billy Kidmann.
- Torrie Wilson a un chien nommé « Puppy » ; c'est le chien qui l'accompagnait lors de ses entrées.

## Palmarès et accomplissements
- Playboy
  - Mai 2003 en couverture

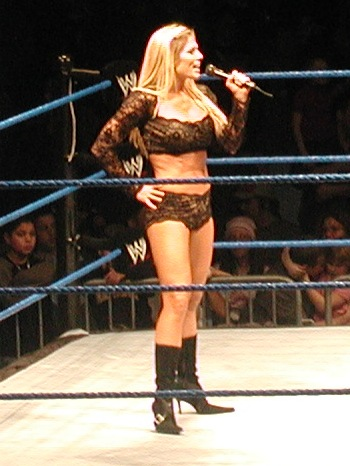
Torrie Wilson a remplacé l'annonceur de ring Tony Chimel le temps d'une soirée à WWE SmackDown.

  - Mars 2004 en co-couverture avec Sable
- World Wrestling Entertainment
  - Golden Thong Award (2002).                                 •WWE Hall Of Fame 2019
- Autres
  - 1998 - gagnante de Miss Galaxy

## Autres médias
En avril 2007, Wilson, avec Ashley Massaro, Kelly Kelly, Brooke, Layla El et Maryse, sont présentes dans le clip de Timbaland Throw It On Me
- En mars 2008, Torrie a participé au Future Project avec Michelle McCool et Maria.

En juin 2009 elle arrive seconde à I'm a Celebrity... Get Me Out of Here!.